# Laura Fernández i Vega
Laura Fernández i Vega   (Sant Boi de Llobregat, 1991), més coneguda com a Laure Vega, és una política catalana. Ha militat en diversos col·lectius culturals, feministes, antifeixistes i pel dret a l'habitatge, i des del 2021 participa en el consell assessor de la Generalitat de Catalunya per implementar la renda bàsica universal.
El 2024, es va presentar al procés de primàries del seu partit per encapçalar la llista de la Candidatura d'Unitat Popular - Defensem la Terra a la circumscripció electoral de Barcelona a les eleccions al Parlament de Catalunya del 12 de maig, que finalment va guanyar Laia Estrada. També aquell any va entrar com a diputada al Parlament de Catalunya per la CUP i en el discurs inaugural va parlar sobre precarietat laboral, sobre les dificultats per a conciliar la vida acadèmica i la laboral amb el pla Bolonya i també sobre els seus orígens familiars com a baixllobregatina descendent d'andalusos. En la seva intervenció a El Debat de La Sexta durant la campanya electoral, Vega va denunciar la desigualtat en el sistema educatiu a causa de la prevalença de l'escola concertada i la discriminació en l'accés a l'aprenentatge del català.